# Конь (село)
Конь (тат. Күн) — село в Пестречинском районе Татарстана. Административный центр муниципального образования «Конское сельское поселение». Упоминается в исторических документах с 1648 года. В начале XX столетия здесь существовали два медресе и две мечети. Население достигало 1555 человек в 1920 году, в 2021 году оно составляло 781 человек.

## География

### Географическое положение
Находится в зоне хвойно-широколиственных (смешанных) лесов, в Западном Предкамье. Расположено 5 км юго-восточнее районного центра — села Пестрецы. Высота над уровнем моря — 85 м.

### Климат
Территория села характеризуется умеренно-континентальным климатом. Его особенностью является быстрое нарастание тепла весной, затяжная осень и большая изменчивость зимних температур. Согласно Классификации климатов Кёппена, климат здесь определяется как Dfb — влажный континентальный климат с тёплым летом.
| Показатель              | Янв.  | Фев.  | Март | Апр. | Май  | Июнь | Июль | Авг. | Сен. | Окт. | Нояб. | Дек. | Год   |
| ----------------------- | ----- | ----- | ---- | ---- | ---- | ---- | ---- | ---- | ---- | ---- | ----- | ---- | ----- |
| Средняя температура, °C | −10,8 | −10,3 | −4,2 | 5,1  | 13,2 | 17,9 | 19,8 | 17,1 | 11,5 | 4,4  | −3,6  | −8,7 | 4,3   |
| Норма осадков, мм       | 37,9  | 32,9  | 31,0 | 32,3 | 40,4 | 68,5 | 65,7 | 59,8 | 53,2 | 53,6 | 45,2  | 41,7 | 562,2 |
| Источник:               |       |       |      |      |      |      |      |      |      |      |       |      |       |

## История
Упоминается в исторических документах с 1648 года. В XVIII — первой половине XIX века жители принадлежали к сословию государственных крестьян. 
Помимо традиционных повсеместных земледелия (в начале XX века сельская община владела 2029 десятинами земли) и скотоводства, обычными занятиями жителей также были перевозка хлеба в Казань, кузнечный промысел. В начале XX века здесь были кузница, восемь мелочных лавок, водяная мельница. В этот же период здесь существовали два медресе (1892 и 1897 гг. постройки), две мечети.
В 1918 году в селе начала действовать начальная школа, в 1938 году преобразованная в семилетнюю, в 1939 году — в восьмилетнюю, в 1944 году — в семилетнюю, в 1974 году — в среднюю. В 1939 году начала действовать изба-читальня. С 1980-х годов до 2011 года в селе находился дом-интернат для престарелых и инвалидов.
В 1929 году здесь был организован колхоз «Кзыл-Яшъляр», а в 1931 году — колхоз «Марс», в 1933 году они были объединены под наименованием «Марс», в 1944 году были разделены на три колхоза: «Кзыл-Яшъляр», «Марс» и «Ильдар», в 1950 году они были вновь объединены в один колхоз. В 1958 году в его состав был включён колхоз им. Мичурина, в 1979 году был переименован в колхоз им. Гаврилова, в 1997— 2004 годах был преобразован в сельскохозяйственный производственный кооператив им. Гаврилова.
До 1920 года село было в Селенгушской волости, входившей в Лаишевский уезд Казанской губернии. С 1920 года вошло в состав Лаишевского, с 1924 года — Арского кантона ТАССР. В связи с упразднением кантонного деления в республике, 10 августа 1930 года было включено в Пестречинский район.

## Население
| 1782  | 1859  | 1897  | 1908  | 1920  | 1926  | 1949  |
| ----- | ----- | ----- | ----- | ----- | ----- | ----- |
| 110   | ↗824  | ↗1315 | ↘1248 | ↗1555 | ↘1379 | ↘1317 |
| 1958  | 1970  | 1979  | 1989  | 2002  | 2010  | 2012  |
| ↗1434 | ↘1392 | ↘1223 | ↘998  | ↘860  | ↘800  | ↗821  |
| 2020  | 2021  |       |       |       |       |       |
| ↗825  | ↘781  |       |       |       |       |       |

В 1782 году при подсчёте учитывались только мужчины. По переписи 2002 года в селе жили 860 жителей (татары — 99%). По переписи 2010 года — 800 человек. По переписи 2021 года — 781 человек. Из 778 указавших национальность были 716 татар, 54 русских и 14 представителей других национальностей. Русский язык был родным для 54 человек (при этом использовали его 741 человек), татарский — для 722 (использовали 713 человек). На начало 2023 года — 803 человека (235 — детского, 443 — трудоспособного возраста, 125 — старше трудоспособного возраста). На начало 2024 года в селе насчитывалось 407 домохозяйств, жили 798 человек (463 женщины и 326 мужчин; 214 детей до 18 лет).В селе родились А. С. Хафизов (1943—2020) — советский и российский татарский актёр, педагог, режиссёр, заслуженный артист Российской Федерации, народный артист Республики Татарстан, заслуженный артист Татарской ССР, Р. Х. Юкачёва (1959—2022) — советская и российская актриса татарского театра, народная артистка Республики Татарстан, заслуженная артистка Республики Татарстан.

## Экономика
Действует ООО «Агрофирма им. Гаврилова». Сельскохозяйственные производители села специализируются на растениеводстве, молочном животноводстве. На территории и возле села функционируют ферма крупного рогатого скота, два сенохранилища, зерноток, зерносклад, два машинно-тракторных парка.

## Транспорт
Вдоль северной окраины села проходит автомобильная дорога общего пользования регионального значения: Пестрецы — Чита — Янцевары. В 1 км южнее села проходит федеральная трасса M7 (E 22) «Волга». Конь является конечным остановочным пунктом по межмуниципальному маршруту регулярных перевозок «Казань (автостанция «Восточный») — Конь». От Казани (автовокзал «Столичный») до села существует постоянное автобусное сообщение.

## Инфраструктура
В селе с 1984 года действует детский сад «Наратлык», с 2017 года — неполная средняя школа имени Героя Советского Союза П. М. Гаврилова. Имеются фельдшерско-акушерский пункт, отделение почтовой связи, столовая, кладбище площадью 6,2332 га.
Общая площадь села — 394,05 га. В селе 61 улица. Общая протяжённость улично-дорожной сети — 9,66 км, в том числе 2,15 км с асфальто-бетонным покрытием. Жилищный фонд представлен индивидуальной жилой застройкой общей площадью 32,56 тыс. кв. м, обеспеченностью 40,5 кв. м на человека. Село газифицировано и электрифицировано. Водоснабжение осуществляется из подземных (родниковых) источников, а также при помощи артезианских скважин и водонапорных башен. Общая протяжённость сетей водоснабжения — 9,7 км. Централизованная система водоотведения отсутствует. Население пользуется септиками или выгребными ямами. Отопление застройки осуществляется от локальных источников теплоснабжения, работающих на газе.

## Культура и религия
В 1980 году (по другой версии, в 1981 г.) в селе был установлен бюст Героя Советского Союза П. М. Гаврилова (скульптор — В. И. Рогожин), выполненный из бронзы и относящийся к выявленным объектам культурного наследия Республики Татарстан. В селе с 1939 года функционирует библиотека, с 1961 года — дом культуры. В селе имеются три творческих коллектива: театральный коллектив тат. «Хәят» (Хаят), вокальный ансамбль тат. «Тургай» (Жаворонок), народный ансамбль татарской песни тат. «Яшь йөрәкләр» (Молодые сердца). С 1996 года действует мечеть. В селе находится местная мусульманская религиозная организация — сельский приход Духовного управления мусульман Республики Татарстан.